# أليكسييفسك (إركوتسك)
أليكسييفسك (بالروسية: Алексеевск) هي مدينة في مقاطعة إركوتسك أوبلاست في روسيا.